# 叙任権闘争
叙任権闘争（じょにんけんとうそう、独: Investiturstreit）は、中世初期において特にローマ皇帝（俗権）がローマ教皇（教権）との間で司教や修道院長の任命権（聖職叙任権）をめぐって行った争いのこと。

## 背景
西欧では古代末期以来、私領に建てられた聖堂（私有教会）や修道院が増えていったが、その種の聖堂の聖職者あるいは修道院長を選ぶ権利（叙任権）は土地の領主が持っていた。また、世俗権力が強大化していくとその地域の司教の選出に対しても影響力をおよぼすようになっていった。
これは少なからぬ教会財産の管理権を握ることと直結していたので世俗権力にとっても重要であった。中世に入ると、教皇権が伸張する中でこの叙任権をめぐる争いが頻発するようになっていった。
特にローマ帝国内では皇帝が司教たちの任命権を握って影響力を強くしていくことで、教皇選出においてまで影響力を持つに至った。しかし、俗権による叙任権のコントロールはシモニア（聖職売買）や聖職者の堕落という事態を招く一因ともなった。
10世紀にブルグント王国に創立されたクリュニー修道院に対する俗権からの影響力を否定した改革運動や、俗権による叙任を否定した教皇レオ9世、聖職者の綱紀粛正をはかった教皇グレゴリウス7世による教会改革は、教会に叙任権を取り戻そうという流れを生んでいった。ここに至って皇帝と教皇の間で叙任権をめぐる争いが行われるようになった。

## 展開

### カノッサの屈辱

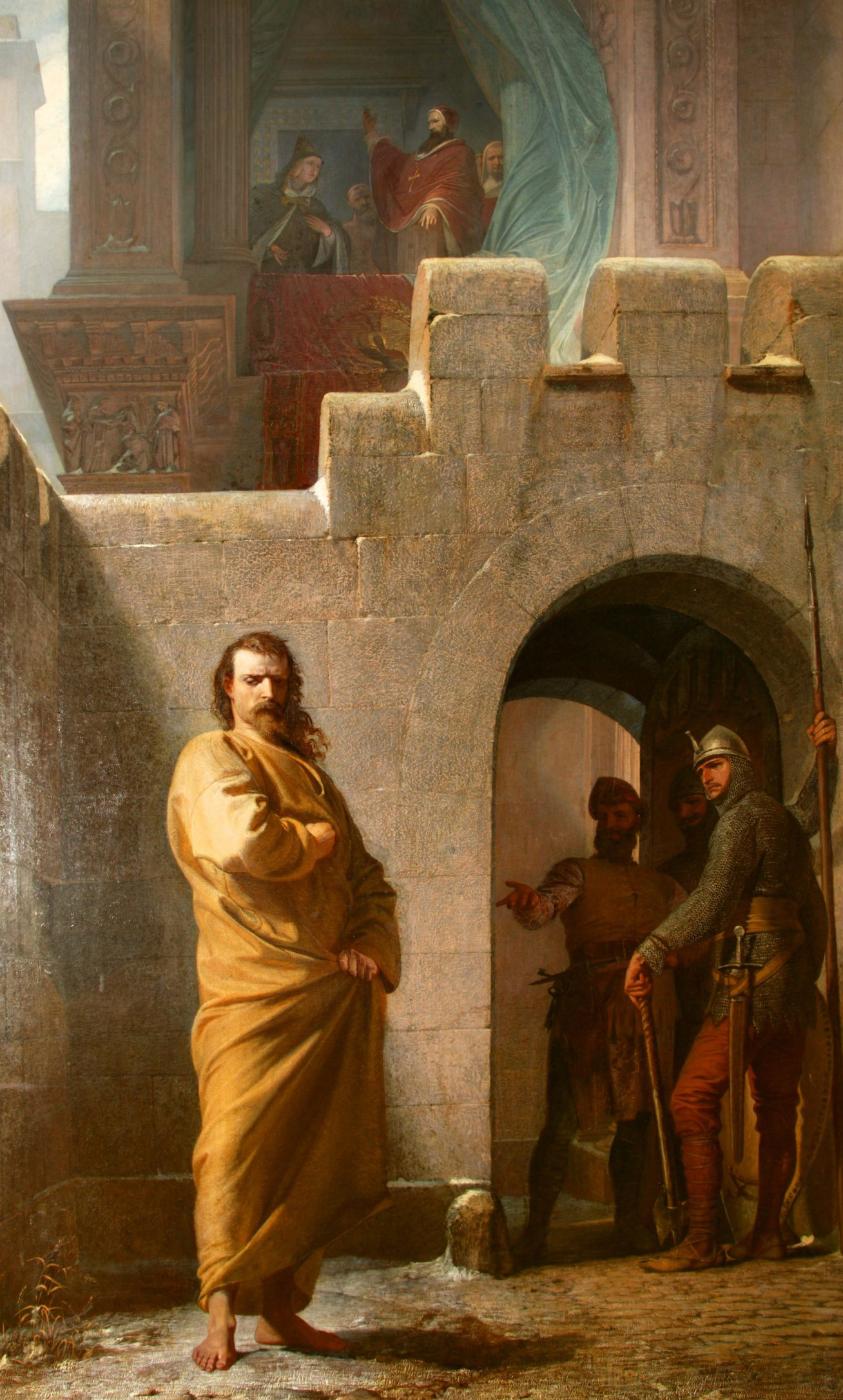
カノッサの屈辱

グレゴリウス7世は教皇権が皇帝権に対し優位にあることを主張し、1076年に神聖ローマ皇帝ハインリヒ4世を破門した。それを受けドイツ諸侯たちは、ザリエル朝のもとで王権・帝権の強化が進んだことに懸念を抱いていたこともあり、ハインリヒの帝位を否定する動きをみせた。こうして翌1077年、自らの政治的地位が危うくなることを恐れたハインリヒ4世はグレゴリウス7世に贖罪した（カノッサの屈辱）。その後、勢力を立て直したハインリヒ4世は軍事力を行使し、グレゴリウス7世をローマから逃亡させるに至った。そして両者の死後においても、皇帝と教皇の争いは一進一退であり、何らかの妥協点を定めることは困難に見えた。

### 「聖なる世界」「俗なる世界」
叙任権闘争の最中、シャルトル司教であるイーヴォによって、叙任権闘争に対する一種の妥協点が提示された。それは、教会が有している権力・権威はスピリチュアリア（宗教的なもの、不可視なもの）とテンポラリア（世俗的なもの、可視的なもの（土地とか財産など））の二つに分けられるという考え方である。これにより、これまでの聖俗の未分化、混然としていた世界が観念的に二分され、皇帝と教皇の棲み分け可能な世界として把握されるようになった。上記の表現を用いれば、皇帝がテンポラリアなもの、教皇がスピリチュアリアな教会の権利をおさえる、ということになる。

### ヴォルムス協約
幾度か皇帝側と教皇側の交渉が設けられたものの、両者の間での微妙な駆け引きが続いた。しかし、ハインリヒ4世の後を継いだハインリヒ5世は、ドイツ内での勢力基盤が安定しなかったこともあり、この叙任権闘争の決着を急いだ。最終的には、1122年に結ばれたヴォルムス協約において、聖職叙任権は教皇が有するが、教会の土地や財産などの世俗的な権利は王が授封するという妥協が成立し、一応の解決へと至った。